# 쉬저우시

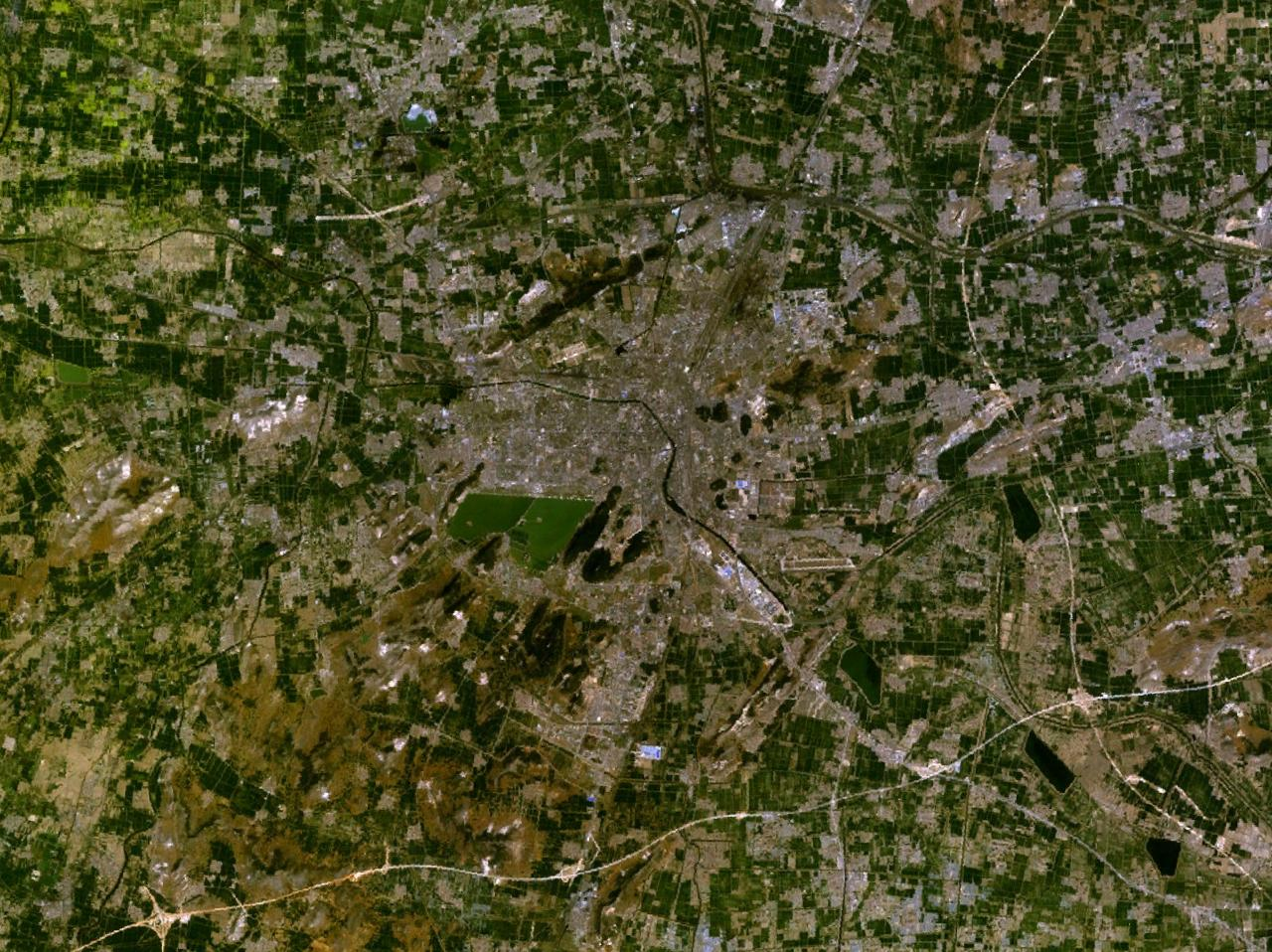
쉬저우 시가지의 위성사진

쉬저우(중국어: 徐州, 병음: Xúzhōu)는 중국 장쑤성 서북부에 있는 도시이다. 고대에는 팽성(彭城)으로 알려져 있었다. 북쪽은 산둥성에, 서쪽은 안후이성에 인접해 있다. 장쑤 성에서 넷째로 큰 도시로 고속도로와 철도 교통이 존재한다.
현재는 연운항(롄윈강)과 로테르담 항을 묶는 아시아 횡단 철도 루트 「신유라시아 랜드 브릿지」의 일부를 이루는 농해 철도가 지나가는 도시이다. 항우가 건국한 서초의 수도였던 팽성이 위치하였으나 서초 국가 멸망 이후 계속 다른 왕조의 지배를 받았다.

## 지리
쉬저우 시의 중심부는 미산호의 남해안에 있다. 북쪽은 산둥성 린이 시(臨沂市), 자오좡 시(枣庄)에, 서쪽은 안후이성 쑤저우 시(宿州市)와 동쪽은 롄윈강 시(連雲港市)와 남쪽은 쑤첸 시(宿遷市)와 맞닿아 있다.
쉬저우 시는 동경 116도 22분, 북위 33도 43분에서 58 분의 중간에 있다. 황회 평원(黄淮平原)의 중심에 있으며, 다둥 산(大洞山), 취안 산(泉山), 황구 산(皇姑山), 윈룽 산(雲龍山) 등의 구릉에 둘러싸여 있다. 일찍이 황하의 물길이 있었지만, 현재는 위허(沂河), 슈허(沭河) 등 화이허(淮河) 지류가 흘러 중국을 종단하는 대운하(현재의 경항 운하)도 거리를 지나고 있다.
연평균 강수량은 850mm, 연평균 기온은 14℃이다.

### 기후
| 쉬저우시의 기후                                               | 쉬저우시의 기후 | 쉬저우시의 기후 | 쉬저우시의 기후 | 쉬저우시의 기후 | 쉬저우시의 기후 | 쉬저우시의 기후 | 쉬저우시의 기후 | 쉬저우시의 기후 | 쉬저우시의 기후 | 쉬저우시의 기후 | 쉬저우시의 기후 | 쉬저우시의 기후 | 쉬저우시의 기후 |
| 월                                                            | 1월             | 2월             | 3월             | 4월             | 5월             | 6월             | 7월             | 8월             | 9월             | 10월            | 11월            | 12월            | 연간            |
| ------------------------------------------------------------- | --------------- | --------------- | --------------- | --------------- | --------------- | --------------- | --------------- | --------------- | --------------- | --------------- | --------------- | --------------- | --------------- |
| 역대 최고 기온 °C (°F)                                        | 19.8 (67.6)     | 25.9 (78.6)     | 30.1 (86.2)     | 34.8 (94.6)     | 38.2 (100.8)    | 40.6 (105.1)    | 43.4 (110.1)    | 38.2 (100.8)    | 36.2 (97.2)     | 34.5 (94.1)     | 29.0 (84.2)     | 21.3 (70.3)     | 43.4 (110.1)    |
| 일평균 최고 기온 °C (°F)                                      | 5.6 (42.1)      | 9.1 (48.4)      | 14.8 (58.6)     | 21.4 (70.5)     | 26.7 (80.1)     | 30.7 (87.3)     | 31.8 (89.2)     | 30.8 (87.4)     | 27.2 (81.0)     | 21.9 (71.4)     | 14.4 (57.9)     | 7.7 (45.9)      | 20.2 (68.3)     |
| 일일 평균 기온 °C (°F)                                        | 1.0 (33.8)      | 4.1 (39.4)      | 9.5 (49.1)      | 16.0 (60.8)     | 21.5 (70.7)     | 25.8 (78.4)     | 27.7 (81.9)     | 26.8 (80.2)     | 22.5 (72.5)     | 16.5 (61.7)     | 9.2 (48.6)      | 2.9 (37.2)      | 15.3 (59.5)     |
| 일평균 최저 기온 °C (°F)                                      | −2.6 (27.3)     | 0.1 (32.2)      | 4.8 (40.6)      | 10.8 (51.4)     | 16.4 (61.5)     | 21.2 (70.2)     | 24.3 (75.7)     | 23.5 (74.3)     | 18.5 (65.3)     | 12.0 (53.6)     | 5.0 (41.0)      | −0.8 (30.6)     | 11.1 (52.0)     |
| 역대 최저 기온 °C (°F)                                        | −17.3 (0.9)     | −23.3 (−9.9)    | −7.6 (18.3)     | −1.4 (29.5)     | 4.8 (40.6)      | 12.4 (54.3)     | 15.9 (60.6)     | 13.4 (56.1)     | 5.0 (41.0)      | −1.0 (30.2)     | −8.3 (17.1)     | −13.5 (7.7)     | −23.3 (−9.9)    |
| 평균 강수량 mm (인치)                                         | 18.4 (0.72)     | 20.9 (0.82)     | 32.3 (1.27)     | 36.8 (1.45)     | 64.3 (2.53)     | 118.4 (4.66)    | 238.3 (9.38)    | 152.6 (6.01)    | 70.3 (2.77)     | 38.5 (1.52)     | 35.6 (1.40)     | 19.1 (0.75)     | 845.5 (33.28)   |
| 평균 강수일수 (≥ 0.1 mm)                                      | 4.3             | 4.9             | 5.7             | 6.7             | 6.7             | 7.4             | 12.8            | 11.2            | 7.4             | 5.7             | 5.9             | 4.2             | 82.9            |
| 평균 강설일수                                                 | 3.4             | 2.6             | 1.1             | 0               | 0               | 0               | 0               | 0               | 0               | 0               | 0.6             | 1.9             | 9.6             |
| 평균 상대 습도 (%)                                            | 66              | 63              | 60              | 61              | 63              | 65              | 78              | 80              | 74              | 69              | 70              | 67              | 68              |
| 평균 월간 일조시간                                            | 137.3           | 145.9           | 189.8           | 215.1           | 227.0           | 203.4           | 182.4           | 181.2           | 178.2           | 179.4           | 152.6           | 145.7           | 2,138           |
| 가능 일조율                                                   | 44              | 47              | 51              | 55              | 53              | 47              | 42              | 44              | 48              | 52              | 49              | 48              | 48              |
| 출처: 중국기상국 (평년값: 1991년~2020년, 극값: 1981년~2010년) |                 |                 |                 |                 |                 |                 |                 |                 |                 |                 |                 |                 |                 |

## 역사
주나라 때 쉬저우는 화이허(회하)가 지나는 곳으로 화이양(회양)으로 불렸다. 춘추 시대에 쉬저우는 작은 농어촌 마을로 초나라, 오나라, 제나라의 국경 지대였다. BC512년에 오나라는 이곳에 살던 이민족을 몰살시겼다. 초나라는 점차 영향력을 확대하여 BC334년에 월나라를 정복하였다. 전국 시대에 쉬저우는 문화적으로나 행정적으로 확고히 초나라의 영역이 되었다. 초나라는 원래 수도인 영이 진나라에 함락되자 이곳으로 수도를 옮겼다. 그래서 이 땅을 초국楚國이라고 했다.
한나라를 세운 유방은 초국의 현 중 하나인 패현(현 페이 현)에서 태어났다. 한나라가 건국되었을 때 쉬저우는 초국의 일부가 되었고 황가 친척들이 통치했다. 고조는 초기에 가장 신뢰하였던 황가 친척들이 이곳을 통치하는 것을 허락했다. 그러나 오초칠국의 난 때 이곳은 중앙 정부에 대항해 반란을 일으켰고 결국 패배했다. 패현 지역은 패군이 되었는데 조조가 태어난 초현, 현재의 현 안후이성 보저우 시까지를 관할했다. 건안 년간에 초현이 초국으로 독립된다.
송나라 때 황하의 물길이 변하는 과정에서 계속된 홍수로 인해 한 때 비옥했던 토지들은 고갈되거나 염화되었다.
이 지역은 국공 내전 최후의 결정적인 전투였던 황화이 전투(1948~1949)가 있던 곳이었다. 장제스는 이곳에서 비참한 항복을 하였고 결국 난징도 함락되는 결과를 낳았다.

## 행정 구역
5개 시할구, 2개 현급시, 3개 현이 있다.

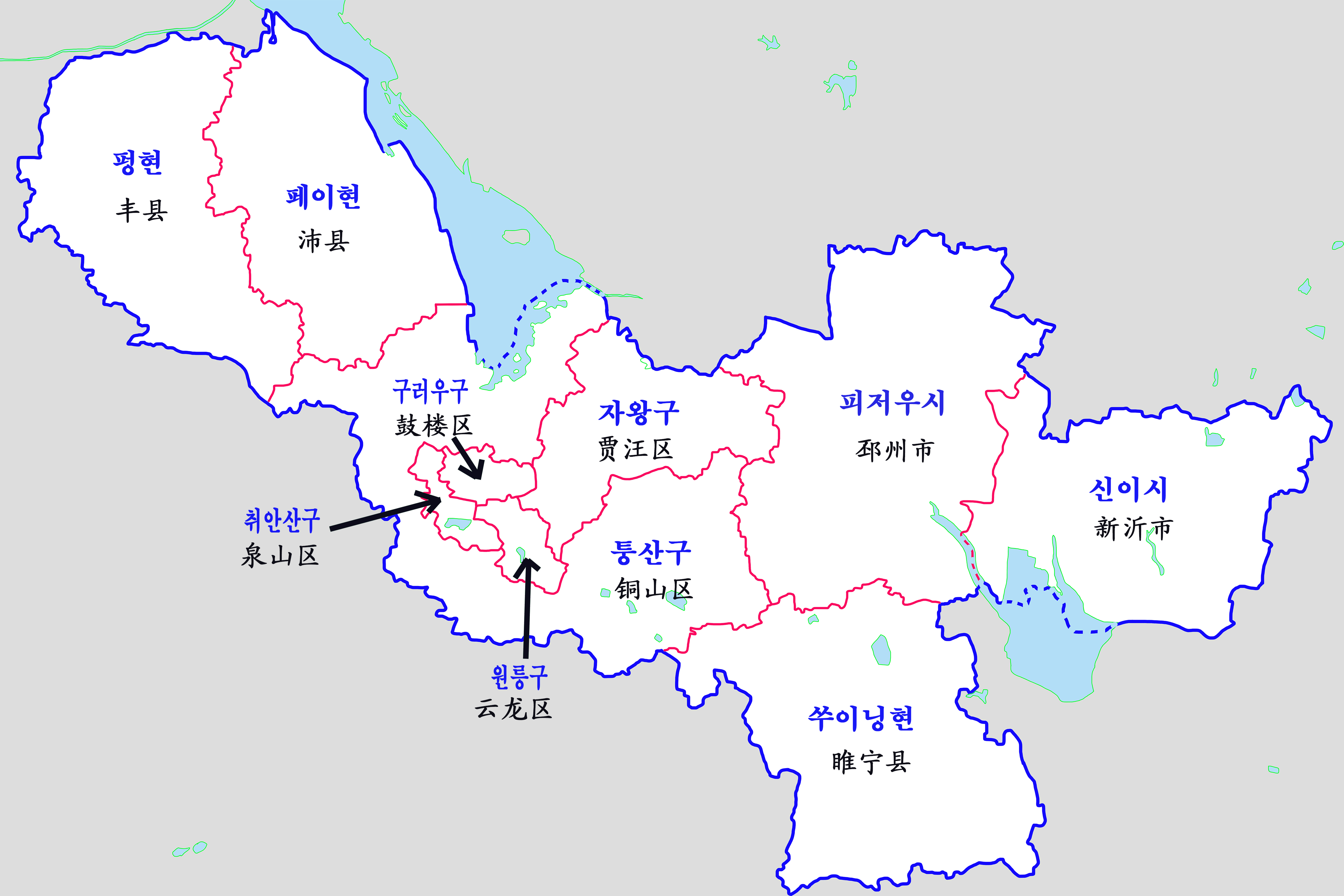
쉬저우시 현급구역

시할구
- 구러우구(鼓楼区)
- 윈룽구(云龙区)
- 자왕구(贾汪区)
- 취안산구(泉山区)
- 퉁산구(铜山区)

현급시
- 신이시(新沂市)
- 피저우시(邳州市)

현
- 펑현(丰县)
- 페이현(沛县)
- 쑤이닝현(睢宁县)

## 인구
한족이 주로 거주한다. 그 외에도 먀오족, 후이족, 부예이족, 만주족, 몽골족, 투자족 등 49개의 소수 민족이 거주하고 있다.

## 교통
- 쉬저우 지하철

## 박물관
- 쉬저우 박물관
- 한 병마용 박물관
- 한 화상석관

## 저명 인물 소개
- 팽조
- 유방
- 항우
- 장릉
- 소식
- 곽방방

## 자매 도시
- 프랑스 생테티엔
- 미국 뉴어크
- 일본 아이치현 한다시
- 오스트리아 레오벤
- 독일 보훔
- 브라질 오자스쿠
- 우크라이나 크로피우니츠키
- 러시아 랴잔
- 이탈리아 란차노
- 대한민국 정읍시
- 독일 에르푸르트
- 뉴질랜드 호크스베이 지방
- 독일 올덴부르크
- 러시아 오룔
- 인도 벵갈루루
- 이집트 기자주
- 스웨덴 룰레오
- 폴란드 워비치
- 독일 크레펠트